# Le Bal des douze princesses
Le Bal des douze princesses (ou Les Souliers usés à la danse ; en allemand : Die zertanzten Schuhe) est un conte de fées allemand originellement publié par Jacob et Wilhelm Grimm en 1812 dans les Contes de l'enfance et du foyer.

## Résumé
Les douze filles d'un roi dorment dans la même chambre, fermée à clé chaque nuit. Mais chaque matin, leurs souliers sont usés comme si elles avaient dansé toute la nuit, et personne ne comprend pourquoi. Le roi, perplexe, promet son royaume et la main d'une de ses filles à celui qui découvrira le secret des princesses en trois jours et trois nuits ; mais ceux qui échoueront seront mis à mort. Beaucoup de prétendants, dont un fils de roi, s'y essaient, mais échouent et perdent la vie.  
Un soldat d'âge mûr, rentrant blessé de la guerre, se présente à son tour. En chemin il a reçu d'une vieille femme une cape d'invisibilité, et le conseil de ne pas boire le vin qu'on lui offrira. On le loge dans l'antichambre des princesses et on lui offre du vin contenant un somnifère : il fait mine de boire et de s'endormir profondément. Les princesses, joyeuses, s'apprêtent pour un bal ; seule la cadette manifeste de l'inquiétude. Elles passent à travers le plancher et descendent un escalier ; le soldat, vêtu de sa cape d'invisibilité, les suit, alarmant à nouveau la plus jeune lorsqu'il marche par mégarde sur le bord de sa robe — mais ses sœurs n'y font pas attention.
Les princesses et le soldat débouchent dans trois allées successives, bordées d'arbres aux feuilles d'argent, d'or, puis de diamant. Le soldat brise un rameau de chaque sorte pour emporter une preuve de ce qu'il a vu ; à chaque fois, le bruit alarme la plus jeune des princesses, mais les autres l'ignorent. Elles parviennent à un lac où les attendent douze barques, chacune portant un beau prince. Elles montent à bord, et le soldat, toujours invisible, embarque avec la cadette. Le prince, qui rame, s'étonne du poids de la barque. Ils parviennent sur l'autre rive à un château où ils prennent part à un bal. Le soldat intercepte le vin qui est offert aux princesses, qui dansent jusqu'à trois heures du matin : leurs souliers usés les obligent à s'arrêter. Les princes font retraverser le lac à leurs cavalières, qui leur promettent de revenir la nuit suivante.
Cette étrange aventure se reproduit les deux nuits suivantes ; la troisième nuit, le soldat emporte un verre en guise de pièce à conviction. Lorsqu'il se présente devant le roi pour révéler le secret des princesses, il lui montre les branches et le verre qu'il a rapportés ; les princesses, convoquées, sont obligées de reconnaître qu'il dit la vérité. Le roi, comme promis, lui demande donc de choisir l'une de ses filles comme épouse et il choisit l'aînée, car « il n'est plus tout jeune ». Le mariage est célébré, le roi promet au soldat qu'il héritera du royaume après sa mort, et la malédiction des princes est prolongée « d'autant de jours qu'ils avaient passé à danser avec les douze princesses ».

## Commentaires et analogies
Les frères Grimm indiquent que ce conte provient « de la région de Münster » (en fait, de Jenny von Droste zu Hülshoff) ; ils y ont incorporé des éléments transmis par la famille von Haxthausen (région de Paderborn). Dans une troisième version, originaire de la Hesse, la fille du roi est soupçonnée d’user une douzaine de chaussures par nuit jusqu'à ce qu'un apprenti cordonnier découvre qu'elle est rejointe par onze autres princesses durant la fête. L'enchantement est rompu, et l'apprenti épouse la princesse. Dans la version de Paderborn, ce sont trois princesses qui vont danser la nuit ; cette version inclut la ruse du soldat qui ne boit pas le vin drogué et passe pour endormi.
Certains éditeurs n'appréciaient pas la loi du succès ou de la mort imposée à ceux qui cherchent à percer le secret des princesses, et l'ont évitée : les candidats qui échouent disparaissent mystérieusement ou sont bannis du royaume à jamais au lieu d'être exécutés.
Charles Deulin a rapporté une version de ce conte dans ses Contes du roi Cambrinus (1874) ; celle-ci a été reprise par Petre Ispirescu qui en a fait un conte roumain publié en 1882, et elle constitue, traduite en anglais, le premier conte du recueil The Red Fairy Book d'Andrew Lang (1890). Alexandre Afanassiev a publié deux versions russes, intitulées Les danses nocturnes dans ses Contes populaires russes ; elles ont été collectées, la première dans le gouvernement d'Orenbourg, la seconde dans le gouvernement de Perm.
Une version nivernaise collectée par Achille Millien et citée par Paul Delarue s'intitule Les Princesses dansantes de la nuit. Delarue indique que le nombre de princesses dans les versions françaises est toujours d'un, alors que dans les versions étrangères il est d'un, trois ou douze ; plus précisément, dans la version nivernaise, une princesse est emmenée par onze « princesses de la nuit ». Il s'interroge sur la signification du voyage nocturne dans le monde souterrain et des danseurs rencontrés : génies des brouillards et des nuages, ou sorcières et elfes, ou encore sujets des royaumes des morts ? N. Rimasson-Fertin, à la suite de Walter Scherf, penche pour des « démons ». Dans une version islandaise, l'héroïne, Hildur, est la gouvernante d'un paysan qui entraîne un berger dans l'autre monde en le chevauchant à la manière d'une sorcière. Lorsqu'elle est finalement confondue grâce au berger, elle explique qu'elle est l'épouse du roi des elfes, à laquelle sa belle-mère avait jeté un sort. Le berger l'ayant libéré de l'enchantement, elle va « retourner chez elle », et elle disparaît effectivement « du monde des hommes ».
Stith Thompson indique que dans certaines variantes, principalement indiennes, un prince accompagne sa femme dans l'autre monde, où elle doit chaque nuit danser devant une divinité, et qu'il la libère. Les arbres d'or, d'argent et de diamant rappellent par ailleurs un motif semblable de l'épopée de Gilgamesh (fin de la tablette IX).
Selon Maria Tatar, le conte est largement répandu en Europe centrale, où il se serait développé à partir du XVIIe siècle (Delarue indique comme aire de diffusion l'Europe, plus quelques témoignages plus exotiques dus aux colons européens). Dans les îles Britanniques, selon Maria Tatar, ce conte peut être mis en relation avec un conte écossais collecté par D.J. Robertson dans les îles Orcades et intitulé Kate Crackernuts (en) (publié en 1890 par Andrew Lang dans la revue Folk-Lore, puis, retravaillé, par Joseph Jacobs dans ses English Fairy Tales), et qui combine les contes-type AT 306 et AT 711 (« Les sœurs jumelles, la belle et la laide ») : Kate y sauve un prince contraint par les fées de danser nuit après nuit jusqu’à ce qu'il en soit épuisé et malade.

## Adaptations
Walter de la Mare a proposé une version du conte (The Dancing Princesses) dans Told Again : Old Tales Told Again (1927). Plus récemment, Robin McKinley en a publié une autre, intitulée The Door in the Hedge (1981).
Jeanette Winterson a écrit une variation dans Sexing the Cherry (1989 ; publié en français sous le titre Le Sexe des cerises, 1995), dans laquelle le vieux soldat est un prince avec onze frères ; chacun d'eux épouse l'une des sœurs sauf la plus jeune, qui fuit avant son mariage avec le prince.
Heather Dixon a écrit une autre variation sur ce thème dans Entwined (2011; en français : Piégée, éd. Panini, 2013), dans laquelle la princesse Azalée et ses onze sœurs, endeuillées par la mort de leur mère, rejoignent chaque nuit la forêt d'argent où elles sont libres de danser.
Barbie au bal des douze princesses est un long-métrage d'animation, dans lequel Barbie joue le rôle de la septième sœur, Geneviève. L'intrigue de base a été fortement modifiée et rallongée. Les douze princesses visitent un jardin magique où elles dansent seules le ballet (excepté quand des statues vivantes d'hommes les accompagnent la troisième nuit), et où elles ne peuvent se rendre que trois fois. Pendant ce temps, une grande-cousine, convoquée par le roi pour superviser leur éducation, complote pour tuer le roi et essaie de piéger les princesses dans le jardin magique. Le héros n'est pas un vieux soldat, mais un cordonnier qui a fabriqué les chaussons de danse, et qui les suit dans le jardin pour les prévenir du complot de leur cousine. Il épouse la septième sœur, Geneviève.
En 1978, un téléfilm a été réalisé par Ben Rea, avec Jim Dale, Freddie Jones, et Gloria Grahame. D'importants changements ont été apportés à l'histoire.
- Il n'y a que six princesses dans cette version de l’histoire. Elles sont si habituées aux exécutions de leurs prétendants qu'elles ne tressaillent même pas (bien qu'elles ferment brièvement les yeux) quand les hommes sont décapités.
- Le soldat (Dale) est ici un homme relativement jeune et reçoit la cape d'invisibilité des mains d'une vieille dame qui se révèle être la compagne de la Mort (Gloria Grahame).
- Le château où les princesses se rendent a un aspect et un style de danse différents chaque nuit ; la première fois est celle du ballet classique ; la seconde nuit est du style d'une fête dans un speakeasy durant les Roaring Twenties, et la troisième d'une boîte de nuit des années 1970. À chaque fois, la compagne de la Mort, vêtue de façon appropriée, est présente dans l'ombre.
- Le soldat tente, mais en vain, d'apporter des preuves de son passage au roi (Freddie Jones). La première fois, il cueille bien des branches d'or et d'argent, mais les perd après avoir abusé de la boisson. La seconde nuit, après avoir d'avance promis au roi de rapporter une coupe d'or, il ramène à la place une théière de porcelaine pleine de gin, ce qui insulte le roi. Au désespoir, la troisième nuit, le soldat révèle l'existence de sa cape d'invisibilité et le convainc de suivre ses filles dans le château souterrain pour qu'il assiste par lui-même à leur nuit de danse.
- Quand les princesses sont confrontées à la vérité le matin suivant et que le soldat a la possibilité de prendre l'une d'elles pour femme, il répond « Aucune. », disant au roi qu'il souhaite une femme aussi belle qu'honnête. Et si ces princesses sont effectivement belles, et « sont d'une malhonnêteté si détestable qu'elles regardent volontairement des hommes se faire exécuter, si c'est leur nature en tant que femmes, que donneraient elles en tant qu'épouses ? »
- Le soldat quitte le royaume et continue sa carrière militaire. Il rencontre de nouveau la compagne de la Mort qui lui reproche son choix et lui laisse à entendre que sa prochaine bataille sera sa dernière.

Cette version de l'histoire n'a pas été diffusée depuis des années ni n'est sortie en vidéo.
Le conte a été adapté dans un épisode de la série d'animation Simsala Grimm. La série télé Faerie Tale Theatre comporte un épisode consacré aux princesses dansantes. Il y a six princesses au lieu de douze mais l'histoire est pratiquement la même.
Le conte a connu plusieurs adaptations sous forme d'album jeunesse. Parmi elles, on peut citer Twelve dancing princesses, illustré par Jane Ray et publié en 1996 par Orchard Books en Angleterre, puis par Gautier-Languereau pour l'édition française sous le titre Les douze princesses, ou Le bal des douze princesses, adapté par Sophie Koechlin, illustré par Miss Clara et paru en 2011 chez Gautier-Languereau.
Jessie Burton s'inspire du conte pour écrire une version nommée Douze princesses rebelles publiée le 5 septembre 2019 qui s’inscrit particulièrement dans le courant féministe.
Erin A. Graig propose en 2020 une réécriture du conte à l'intention des adolescents, La Malédiction des Hightmoor (House of Salt and Sorrows). L'histoire, assez sombre, narre les aventures d'Annaleigh, une princesse essayant de comprendre ce qui a pu causer la mort de ses sœurs aînées tout en s'évadant la nuit dans un monde fait de bals et de magie.